# Lillön (vid Torsö, Raseborg)
Lillön är en ö i Finland. Den ligger i Finska viken och i kommunen Raseborg i den ekonomiska regionen  Raseborg i landskapet Nyland, i den södra delen av landet. Ön ligger omkring 78 kilometer väster om Helsingfors.
Öns area är 18,2 hektar och dess största längd är 0,7 kilometer i nord-sydlig riktning.